# Herb gminy Ostrówek (województwo lubelskie)
Herb gminy Ostrówek – jeden z symboli gminy Ostrówek, ustanowiony 30 grudnia 2009.

## Wygląd i symbolika
Herb przedstawia na tarczy w polu czerwonym zielony pagórek ze srebrną rzeką, a na nim złotego cętkowanego lamparta (herb Lewart Firlejów), trzymającego w szponach gałązkę żurawiny.